# Maltesische Lira
Die Maltesische Lira (maltesisch: Lira Maltija, Lm., £, ISO-Code: MTL), Plural Liri, war von 1825 bis zum 31. Dezember 2007 die Währung Maltas. Eine Lira teilte sich in 100 Cents bzw. 1000 Mils (1 Mil = 1/10 Cent), wobei die Verwendung von Mils (Abkürzung: m) bereits in den 1980er-Jahren unüblich wurde. Am 1. Januar 2008 wurde die Lira durch den Euro abgelöst. Die Lira war der Nachfolger des Maltesischen Pfunds, wie die Lira auch heute noch manchmal bezeichnet wird.
Münzen gab es zu 1, 2, 5, 10, 25, und 50 Cent, sowie 1 Lira und Banknoten zu 2, 5, 10 und 20 Lira. Bis 1981 wurden 2-, 3- und 5-Mils-Stücke geprägt.

## Euro-Einführung

Wechselkurs zum Euro (1999–2007)

Am 1. Mai 2004 ist Malta der EU beigetreten. Am 29. April 2005 erfolgte zusammen mit Lettland und Zypern der Beitritt zum Wechselkursmechanismus II. Im Zuge des WKM-II-Beitritts wurde die Lira am 29. April 2005 ausschließlich an den Euro gebunden.
Am 27. Februar 2007 hat Malta offiziell den Antrag zur Aufnahme in die EWU gestellt. Am 16. Mai 2007 sprach sich die Europäische Kommission für die Aufnahme von Malta und Zypern in die Eurozone aus. Am 5. Juni stimmten als letzte Instanz die Finanzminister einstimmig für den Beitritt Maltas zum EWU. Am 10. Juli 2007 setzen die EU-Finanzminister den Wechselkurs auf 1 Euro zu 0,429300 Lira fest. Am 1. Januar 2008 führte Malta offiziell den Euro ein. Bis zum 30. September 2008 war es in Malta üblich, neben den Euro-Preisen auch noch die alten Preise in Lm auszuweisen.

## Banknoten
Vor der Euroeinführung existierten Scheine im Wert von 2, 5, 10 und 20 Liri.
| Nennwert            | Vorderseite | Rückseite | Farbe   | Motive                                                                                            |
| ------------------- | ----------- | --------- | ------- | ------------------------------------------------------------------------------------------------- |
| 2 Liri (≈ 4,66 €)   |             |           | magenta | RS: Bankgebäude in Gozo (Għawdex) und Mdina                                                       |
| 5 Liri (≈ 11,65 €)  |             |           | blau    | RS: Fahnenturm (Torri ta' l-Istandard) in Mdina                                                   |
| 10 Liri (≈ 23,29 €) |             |           | grün    | RS: Szene des 7. Juni 1919 (Sette Giugno) mit Monument                                            |
| 20 Liri (≈ 46,59 €) |             |           | braun   | RS: Ġorġ Borg Olivier (1911–1980, ehemaliger Premierminister Maltas) mit Unabhängigkeitserklärung |